# Nächster Halt: Fruitvale Station
Nächster Halt: Fruitvale Station (Originaltitel: Fruitvale Station) ist ein US-amerikanisches Filmdrama des Regisseurs Ryan Coogler aus dem Jahr 2013. Der Film erzählt die wahre Geschichte des jungen Afroamerikaners Oscar Grant. Der Film startete am 1. Mai 2014 in den deutschen Kinos.

## Handlung
Nächster Halt: Fruitvale Station erzählt die letzten 24 Stunden von Oscar Grant III., der in der Silvesternacht 2008/09 von einem Polizisten an der Fruitvale Station erschossen wurde.
Kurz nach Mitternacht, am 31. Dezember 2008, tauschen der 22-jährige Oscar Grant und seine Freundin Sophina ihre Vorsätze für das neue Jahr aus: Sophina möchte mehr auf ihre Ernährung achten, während Oscar das Dealen mit Marihuana aufgeben möchte. Zudem möchte er ein zuverlässiger Vater für ihre vierjährige Tochter Tatiana werden. Nachdem die beiden Tatiana beim Kindergarten abgegeben haben, fährt Oscar Sophina zur Arbeit und beginnt seine Erledigungen. Er tätigt die restlichen Einkäufe für das Geburtstagsessen seiner Mutter, die am gleichen Tag feiern möchte. Das Verhältnis zwischen beiden kriselt, da die Mutter Oscar nachträgt, seine Familie im Stich gelassen zu haben, als er zwei Jahre im Gefängnis war. Er fährt in den Supermarkt, in dem er einst arbeitete. Er versucht vergeblich seinen alten Chef zu überzeugen, ihn wieder einzustellen. Oscar hilft Katie, einer Kundin im Supermarkt, bei der Vorbereitung für ein Abendessen. Nach seinem Einkauf ruft er Marcus an, um seinen letzten Beutel Marihuana zu verkaufen. Obwohl sie einen Treffpunkt zur Übergabe ausmachen, verstreut Oscar den Rest der Drogen ins Meer und schenkt Marcus einen kleinen Rest.
Er denkt an seine Zeit im Gefängnis und die Streitereien mit seiner Mutter zurück. Schon damals zeigte sich Oscars Aggressivität, als ein Mithäftling Oscars Mutter beleidigte. Oscar holt Sophina und Tatiana ab. Daheim beichtet er Sophina, dass er bereits seit zwei Wochen arbeitslos ist und den Beutel Marihuana weggeworfen hat. Das Paar streitet, verträgt sich aber wieder. Sie fahren zur Geburtstagsfeier von Oscars Mutter. Oscar erzählt ihr, dass sie abends mit Freunden in der Stadt feiern werden. Seine Mutter empfiehlt die U-Bahn zu nutzen. Oscar und Sophina bringen Tatiana zu ihrer Schwester. Das Paar trifft ihre Freunde und feiert den Jahreswechsel in der U-Bahn, da diese wegen Verzögerungen nicht pünktlich ist. Da die Frauen dringend auf die Toilette müssen, überredet Oscar einen Ladenbesitzer um eine Toilettennutzung. Eine weiße schwangere Frau muss ebenfalls auf die Toilette und Oscar setzt sich beim Ladenbesitzer für sie ein. In der Wartezeit unterhält sich Oscar mit dem Ehemann der Schwangeren über dessen ärmliche Vergangenheit.
Zu seiner Hochzeit stahl er die Ringe. Er machte sich dann als Webdesigner selbstständig und kaufte die Ringe, die sich beide gewünscht hatten. Er bietet Oscar an, sich bezüglich eines Jobs bei ihm zu melden. Die Gruppe steigt wieder in die U-Bahn ein. Auf der Suche nach einem Sitzplatz entdeckt die Supermarktkundin Katie Oscar und ruft nach ihm. Sie bedankt sich bei ihm für dessen Hilfe. Eine Gruppe von Weißen, darunter ein ehemaliger Mithäftling Oscars, werden auf ihn aufmerksam und beginnen eine Rangelei. An der nächsten U-Bahn-Station steigen Oscar und seine Freunde aus; die U-Bahn-Polizei ist bereits informiert. Sie sortiert wahllos nur schwarze Verdächtige aus. Sie hält sie auf dem Bahnsteig fest, unter ihnen Oscar. Die Festgehaltenen bleiben ruhig, haben aber kein Verständnis für das Vorgehen der Polizei und äußern sich gegenüber einer Beamtin sexistisch-abfällig. Die weißen Polizisten reagieren mit zunehmender Brutalität, auch auf die Vermittlungsversuche von Oscar. Die Umstehenden filmen die Ereignisse mit ihren Handy-Kameras, greifen aber nicht ein. Die Polizei will Oscar und seine Freunde schließlich ins Gefängnis bringen – eine Horrorvorstellung für Oscar, der hektisch reagiert. Bei der Festnahme schießt ihm ein Polizist in den Rücken. Sophina, die zu der Zeit außerhalb des Gebäudes ist, hört den Schuss und erfährt durch ihre Freunde von dem Vorfall. Während Oscar ins Krankenhaus gebracht wird, informiert Sophina seine Mutter. Familie und Freunde versammeln sich im Krankenhaus. Wut und Verzweiflung kochen hoch, aber Oscars Mutter kann die Anwesenden im gemeinsamen Gebet für Oscar vereinen. Die Wartezeit zwischen Hoffen und Bangen ist zu Ende, als ein Arzt gegen 09:15 Uhr Oscars Tod bekannt gibt.
Der Film endet mit folgenden Zeilen:

„Zahlreiche Zeugen haben das Geschehen im S-Bahnhof Fruitvale Station mit ihren Kameras und Handys gefilmt. Diese Aufnahmen lösten eine Reihe von Protesten und Unruhen in der Umgebung von San Francisco und Oakland aus. Die beteiligten Beamten wurden entlassen, und anschließend trat der Leiter und Geschäftsführer der bahneigenen Polizei zurück. Der Beamte, der Oscar erschossen hatte, wurde verhaftet und wegen Mordes angeklagt. Er gab an, seinen Taser mit seiner Pistole verwechselt zu haben. Deswegen sprachen ihn die Geschworenen der fahrlässigen Tötung schuldig. Das Urteil betrug zwei Jahre Gefängnis. Nach elf Monaten wurde er entlassen. Oscar Julis Grant III starb etwa um 9:15 Uhr morgens, am 1. Januar 2009. Er wurde 22 Jahre alt.“

Neujahr 2013 trafen sich viele Menschen am Bahnhof Fruitvale Station, um an Oscar und dessen Mord zu erinnern. Gleichzeitig war es ein Protest gegen das Urteil, das dem Polizisten zugesprochen wurde. So waren Transparente zu sehen, auf denen stand: „Gerechtigkeit für Oscar Grant, gestorben, aber nicht vergessen.“

## Auszeichnungen (Auswahl)

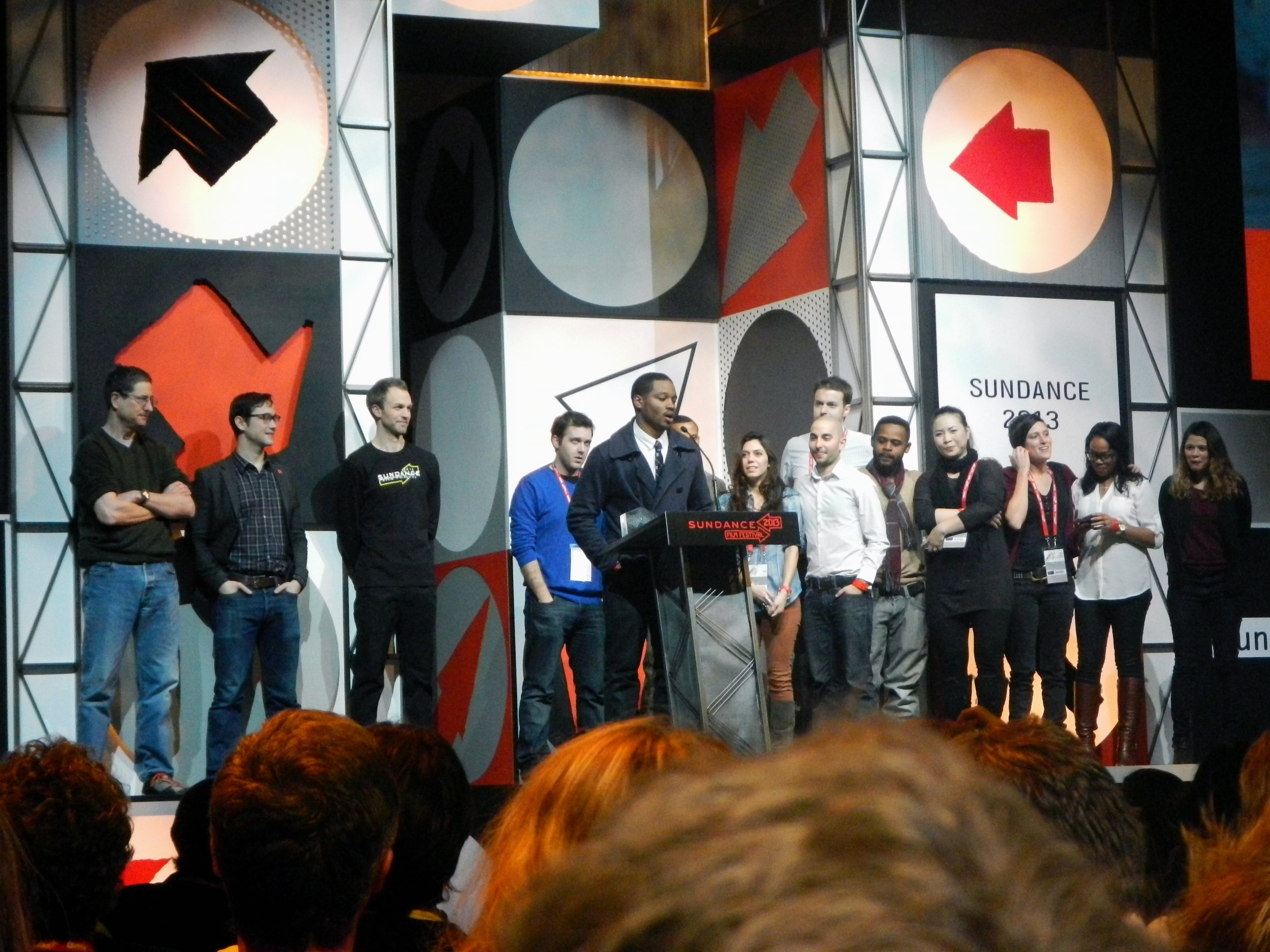
Beim Sundance Film Festival 2013 wurde Fruitvale Station mit dem U. S. Grand Jury Prize ausgezeichnet

Der Film und mehrere der Beteiligten wurden vielfach ausgezeichnet und nominiert. Die Austin Film Critics Association ehrte Ryan Coogler in der Kategorie Best First Film. Bei den Black Reel Awards wurde die Produktion im Jahr 2014 in neun Kategorien nominiert. Ferner erhielt sie den Humanitas-Preis sowie zwei Auszeichnungen bei den NAACP Image Awards. Auch war der Film Gewinner des Preises für den besten Debütfilm des Independent Spirit Award sowie des Stanley Kramer Awards. Zudem gehörte er zu den National Board of Review – Top Ten Filmen des Jahres 2013.
Bei den Internationalen Filmfestspielen von Cannes 2013 wurde Ryan Coogler in der Sektion Un Certain Regard ausgezeichnet. Auf dem Sundance Film Festival 2013 gewann der Film den Großen Preis der Jury als bester Spielfilm sowie den Publikumspreis als bester Spielfilm.
Darsteller Michael B. Jordan erhielt im Jahr 2013 bei den Gotham Awards den Breakthrough Actor Award. Bei den Satellite Awards gewann er den Breakthrough Performance Award.

## Kritiken
„Eine ungemein dichte Milieudarstellung, die den Figuren nahekommt, ohne sie zu verklären, und Rassismus schlüssig als unterschwelliges, fest etabliertes Phänomen der US-Gesellschaft darstellt.“

Die Zeitschrift epd Film bewertete die Produktion als „ein herausragendes Beispiel der jüngsten Welle afroamerikanischer Filme“. Es handle sich um „ein würdiges Memento für ein sinnlos verschwendetes Leben“, das „unprätentiös“ inszeniert sei.
Martin Schwickert von Zeit Online schrieb, dass der Film unmissverständlich klarmacht, dass Oscar Grant als Weißer noch am Leben wäre, und führt weiter aus, dass dennoch Coogler hier nicht ein antirassistisches Pamphlet verfilmt hat, sondern auch den offenen und toleranten zwischenmenschlichen Umgang in der San Francisco Bay Area zeigt.
In der Beurteilung in der Frankfurter Allgemeinen Zeitung vom 30. April 2014 von Verena Lueken werden dagegen die Gefühle, die der Film zeigt, als zu niedlich für diesen Skandal eingestuft.